# Johanna Himmler
Johanna Bertha Clara Himmler, geborene Mildner, (* 20. September 1894 in Chemnitz; † 13. Oktober 1972 in Nordhausen) war eine deutsche Politikerin (KPD).

## Leben und Wirken
Himmler arbeitete nach dem Besuch der Volksschule Chemnitz als kaufmännische Angestellte. Ab 1917 gehörte sie dem Spartakusbund an. Der Kommunistischen Partei Deutschlands (KPD) gehörte sie seit deren Gründung an. In den 1920er Jahren arbeitete sie in einem Kaufhaus. Daneben engagierte sie sich als Funktionärin in ihrer Partei und in der Gewerkschaft für Proletarische Frauen. Aus dem Zentralverband der Angestellten, dem sie zuvor angehört hatte, wurde sie 1925 ausgeschlossen. Außerdem war sie Mitglied im Landesausschuss der Arbeitsgemeinschaft Sozialistischer Organisation. 1923 heiratete sie Hans Himmler (1890–1970).
Nachdem sie für ihre Partei  von 1927 bis 1931 Stadtverordnete in Chemnitz gewesen war, saß Himmler von 1930 bis 1933 als Abgeordnete für die KPD für den Wahlkreis 30 „Chemnitz-Zwickau“ im Reichstag. Nach dem Reichstagsbrand im Februar 1933 ging sie in den Untergrund, wurde schließlich verhaftet, aber nach relativ kurzer Zeit wieder auf freien Fuß gesetzt. 1939 wurde sie erneut verhaftet, kam abermals bald wieder in Freiheit und arbeitete in der Folge in einem Geschäft, das KPD-Sympathisanten gehörte. Nach dem Attentat vom 20. Juli 1944 wurde Himmler abermals inhaftiert und kam in das KZ Ravensbrück, aus dem sie 1945 befreit wurde.
Mitte Juni 1945 zog sie mit ihrem Mann Hans Himmler in das schwer zerstörte Nordhausen in Thüringen, da die Chemnitzer Wohnung beim Bombenangriff vernichtet wurde. Hans Himmler war von 1946 bis 1952 Oberbürgermeister von Nordhausen. Sie betätigte sich darauf als unbesoldete Stadträtin und wurde Mitglied der Beratenden Landesversammlung des Landes Thüringen, dann Mitglied des gewählten Thüringer Landtages. Ferner war sie Vorsitzende des Nordhäuser Antifa-Frauenausschusses und Mitbegründerin des Demokratischen Frauenbundes Deutschland (DFD). Mit Anfang der 1950er Jahre trat sie aus gesundheitlichen Gründen als Stadträtin zurück und war seitdem in unterschiedlichen ehrenamtlichen Funktionen der SED, des DFD und der VdN tätig. 
Johanna Himmler verstarb am 13. Oktober 1972 in Nordhausen und wurde am 18. Oktober 1972 beigesetzt.